# 恩恩事件

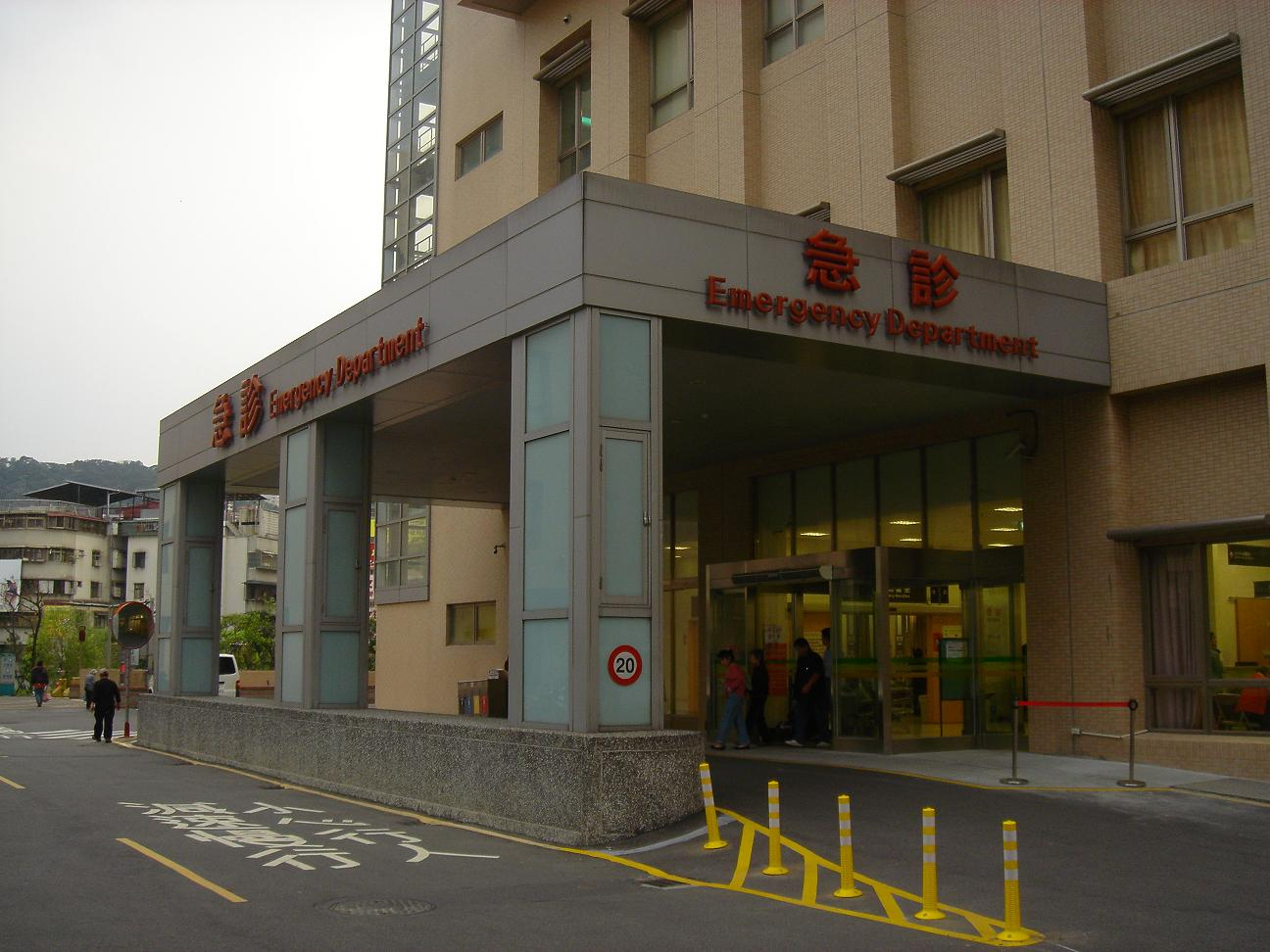
雙和醫院急診入口

2022年4月14日，新北市中和區一名2歲男童（化名恩恩），因2019冠状病毒病重症送往雙和醫院。歷經急救與治療6日後，於4月19日去世，成為臺灣Omicron變異株大規模流行後首例兒童重症與死亡案例。中央流行疫情指揮中心隨後於4月19日深夜開放確診2019冠状病毒病者自行前往緊急就醫，並於同年5月13日設置學齡前兒童專用醫療服務。
男童父親認為送醫急救過程遭到延誤，5月下旬向新北市政府、衛生福利部疾病管制署申請調閱報案通話以及機關間通聯錄音檔。疾管署陸續提供1922諮詢專線之通話錄音及後續處置之文字說明。新北市消防局提供119報案通話之譯文與現場聽取，但拒絕提供機關間通聯之資料。新北市政府疑似「消防局送醫須要衛生單位同意」的規定亦成為關注焦點，但市府皆聲稱其規定皆依照中央之指引，並否認延誤就醫。
6月中旬，新聞媒體人周玉蔻和《鏡週刊》公開系爭通話錄音檔，引發對國民黨籍新北市市長侯友宜及其市府在此事件相關責任的爭論和譴責，其中民進黨政治人物認為是侯友宜市府的重大過失而對其強烈批評。由於侯友宜將在地方選舉中尋求連任，此事件對新北市市長選舉的影響也受到討論，同時民進黨遭致反對黨政治人物批評以此事進行選舉操作。監察院6月開始調查此事件，12月對衛生福利部及新北市政府均提出糾正。三位執行調查的監察委員總結：「這起悲劇屬政府失靈，中央、地方政府都難卸責。」男童父親8月中旬向市府提起國家賠償；被否決後提起訴訟，於2023年11月敗訴確定。

## 背景

### 疫情
2022年4月1日，臺灣的2019冠状病毒病新增本土確診者自2021年6月底後再次超過100例。4月14日，全國新增確診者首次超過1000例，但單日最高峰落在5月27日公佈的94808例。4月14日，新北市新增確診328例（15日公布，含恩恩），當日累積確診2049例；新北市單日最多新增確診是5月18日公布的2萬7230例，當日累積確診33萬8752例。

### 相關設置
1922專線緣起於2003年之SARS疫情，由衛生署疾病管制局（今衛生福利部疾病管制署）於2004年設立，並委託中華電信營運。其業務為提供免費24小時全年無休之疫情通報與傳染病諮詢。COVID-19疫情發生後，其使用方廣為人知，並以「防疫專線」聞名。
依照2021年6月1日，中央流行疫情指揮中心頒布之〈COVID-19緊急救護指引〉規定：「自述快篩陽性或確診者向119報案請求就醫時，若確認有意識不清、喘或呼吸困難、持續胸悶或胸痛，任何一項症狀時，由119通知最近的防疫專責隊或防護救護隊出動，且同時積極聯繫衛生機關來指定後送醫院。」
衛生福利部疾病管制署2022年1月1日更新之〈居家隔離、檢疫或自主健康管理者接受醫療照護時之感染管制措施〉明文禁止居家隔離者於隔離期內自行前往就醫，應先聯繫衛生局，經同意後依指定方式前往指定之醫療機構；若遇緊急醫療狀況，其家屬應聯繫消防局及衛生局，並告知緊急救護人員相關疾病史。此管制措施亦規範於衛生福利部制定之〈居家隔離通知書〉範本內之「應遵守事項」中，並明定違反者將處以刑罰：兩年以下徒刑、拘役或新臺幣20萬以上200萬元以下之罰金。雖然〈通知書〉亦有規定緊急避難外出不與裁罰，但該情況僅例示天災及地震。
新北市政府訂定之送醫指引，根據新北市議員戴瑋姍6月10日指出，規定消防局119派遣救護車前須要衛生單位同意。基隆市亦有此規定。桃園市市長鄭文燦駁斥亦採類似指引之說法，指出桃園的緊急醫療方案，規定輕症或確診在家者若病情轉變而需緊急醫療時，由119直接送醫，並同步通知醫院及衛生局。

### 新北家庭感染
林先生在新竹科學園區工作，與妻子育有五歲女兒和兩歲兒子（恩恩）。2022年4月10日返回新北市中和區家中且與家人接觸。13日因同事感染2019冠状病毒病被匡列，當晚PCR檢測陽性（14日公布，列為新竹病例）並獨自於新竹隔離；當日女兒快篩陽性，妻子與恩恩則是陰性，但之後恩恩開始發燒。14日上午，林太太與兒女三人步行至住家附近的醫院進行PCR檢測，採檢完院方給予退燒藥後，回家等候報告。

## 送醫治療

### 求救送醫
2022年4月14日下午4時，恩恩症狀惡化，並陷入昏迷。獨力照顧之林太太隨後向當地衛生所反映後，獲得「自行搭計程車就醫」之回覆。恩恩PCR檢測結果呈陽性，下午5時，恩恩已被匡列為密切接觸者（15日公布新北案31553）。恩恩家屬於17時42分起，陸續撥打兩次1922專線與三次緊急救難電話號碼119，但自第一次撥打119至恩恩上救護車相隔81分鐘。
家屬和各機關單位之間，包括中和區衛生所、新北市政府消防局、新北市衛生局、雙和醫院，有以下確切之通話，彙整自指揮中心向林先生的函覆以及《鏡週刊》刊出之錄音。
| 時間         | 通話方                 | 通話摘要                                                                                               |
| ------------ | ---------------------- | --- |
| 17:42        | 林先生第一次撥打1922   | 通報小孩狀況不佳，但無法聯繫衛生所，請求協助。                                                         |
| 18:00        | 林太太第一次聯絡消防局 | 通報兩名兒女皆PCR篩檢陽性。通報恩恩發高燒、全身顫抖、意識不清，且衛生所打不通。                        |
| 18:09        | 林先生第二次撥打1922   | 告知消防局亦聯繫不上衛生所，且恩恩意識昏迷。                                                           |
| 18:11～18:19 | 消防局致電衛生所       | 無人接聽，總機傳來語音「現在是下班時間，請於上班時間再來電」。                                         |
| 18:21        | 林太太第二次聯絡消防局 | 通報恩恩發紫斑、嘔吐、嗜睡、呼吸正常。                                                                 |
| 18:22        | 消防局聯繫醫院         | 轉告衛生所、衛生局電話均無人接聽，僅告知兩名孩童皆發燒；醫院說必須聯絡感染控制中心，確定床位才能收治。 |
| 18:25        | 消防局聯繫衛生局       | 通報案例及個資，提及恩恩發燒、狀況不佳、發紫斑、嘔吐；衛生局人員回覆無法立即安排。                     |
| 18:54        | 衛生局聯繫消防局       | 通知派遣救護車，通報林太太及兩名兒女之個資。                                                           |
| 19:00        | 林太太第三次聯絡消防局 | 通報恩恩眼睛上吊                                                                                       |
| 19:09        | 消防局聯繫消防員、醫院 | 確認可收患者，指示派遣南勢分隊救護車                                                                   |
| 19:13        | 消防員回報消防局出車   | |
| 19:26        | 消防員到院回報消防局   | 通報恩恩意識不清、臉色發紺、血氧80，並已給予氧氣。                                                     |

1922客服中心20:44轉送案件至衛福部疾管署北區管制中心；北區管制中心20:56連絡上新北市衛生局。
新北市衛生局澄清，中和衛生所的總機設定非上班時間會切換語音，但當天所有人員都在值班，分機沒有接通表示都占線、忙線。

### 治療及逝世
晚上7點26分，恩恩送抵雙和醫院。到院後，院方立即進行插管，並送往加護病房急救。此時，恩恩出現急性腦炎併發多重器官異常，包括肝臟功能嚴重異常、全血球數量低下，且腦幹呈現瀰漫性水腫；醫院形容其「病程快速且症狀罕見」，是過去治療兒童上未見的案例。醫院治療時施用類固醇、免疫調節劑及瑞德西韋，16日邀請台大兒科重症醫療團隊共同會診。4月19日，恩恩因病毒感染併發敗血症、腦幹腦炎，於凌晨3點46分去世，成為臺灣Omicron變異株大規模流行後中首例兒童死亡案例。
原在新竹隔離的林先生申請轉院至雙和。隔離中的恩恩雙親得以在恩恩臨終時陪伴在旁，但無法參與接續的儀式。恩恩據報火化於三峽火葬場。19日一早，新北市市長侯友宜哽咽地證實恩恩的離世。恩恩去世兩個月後，林先生回憶代為宣布死訊時「當下很震撼」，並在視訊受訪時稱「有點過分」。侯友宜澄清當時是被媒體問到後如實回答。

## 接續事件

### 修正防疫措施
恩恩過世後，中央流行疫情指揮中心修改相關指引，於4月20日（隔日）開放確診個案在居家照護期間，緊急就醫需求時得自行前往。21日，訂定確診兒童之警訊表徵與送醫條件。
5月13日再度更改防疫指引，在國防部、退輔會、教育部所屬各大學附設醫院及衛生福利部所屬醫院等四大公立醫療體系開設學齡前兒童綠色通道（兒童專用防疫急門診），供6歲以下兒童優先評估、採檢與診療服務。

### 基隆兩歲童案例
2022年5月13日，基隆市一名兩歲男童在PCR採檢確診COVID-19陽性後，出現發燒、抽搐、活動力不佳之症狀。當晚7點43分送抵基隆醫院後，判定為病毒性腦炎而安排轉院。基隆市衛生局獲知長庚醫院、三軍總醫院、馬偕醫院、台大醫院皆滿床後，決定轉送男童至臺北榮民總醫院。晚間11點56分派遣救護車，並在送醫期間施予藥物、抗生素。14日凌晨2點多，男童送抵醫院後持續救治，但於早上8點左右宣告不治。死亡診斷書判定死因為COVID-19感染合併急性腦炎、多重器官衰竭。
指揮中心醫療應變組副組長羅一鈞認定急診與轉院時皆無延誤治療。衛生福利部次長薛瑞元表示案件肇因於衛生局未使用緊急醫療應變中心（EOC）系統，可以直接查看病房情形。衛生局吳澤誠對此澄清，使用電話聯繫在1小時內即找到床位，比查詢系統更快。然而，18日在前立委謝國樑電話訪問中，男童父親說轉院過程中幾乎在等待，且自行轉院或立即治療皆被院方拒絕。

## 後續追究

### 初期指控
恩恩送醫後，家屬立即表示認為消防局勤務中心、市衛生局、區衛生所、1922之間橫向聯繫不佳，互踢皮球；對於無法在第一時間給予協助，獲得的理由是「尚未被匡列給予案號」。指揮中心表示根據調閱之通報時程，認為沒有特別延誤。林先生則透露，14日至醫院PCR採檢前，至少撥打衛生所電話10多次，但無人接聽。他亦表示對於沒有讓林太太直接送醫感到自責。

### 要求提供通聯資料
2022年5月29日，林先生在臉書發文，宣布已向新北市政府、衛生福利部疾病管制署依《政府資訊公開法》書面申請調閱其通報之通話紀錄、機關間通聯及處置流程。5月31日，他從衛福部取得和1922的通話錄音檔，1922和其他單位的則尚未取得。
同一文中，林先生透露，當晚新北市衛生局副局長高淑真聯絡他，希望碰面說明，而他婉拒。副市長劉和然6月1日受訪時則發表不同的敘事，聲稱市府已與其談妥碰面事宜，規劃由衛生局長陳潤秋、消防局長黃德清親自拜訪，林先生又表示希望先看到資料，並婉拒會面。林先生和副局長保持聯繫，表達隔日上午10點親自前往領取資料的意願，但2日上午8點時被通知，資料已經寄出。寄出的資料僅有恩恩媽撥打119的譯文；119報案錄音檔，消防局僅開放現場聽取，宣稱通話包含其他報案民眾個資。林先生因情緒因素並未聽取錄音，此舉一度被誤報為「拒絕聽取」。
6月5日，新北市市長侯友宜首度公開表態：「我們（新北市府）會對恩恩一家人會全力關懷，並按照相關規定，全力提供相關資料。尤其特別希望由衛生局、消防局兩位局長，當面向恩恩爸說明來龍去脈。」林先生同日表示已收到消防局補寄之「消防局回撥」通話譯文，並於6日前往新北市消防局聽取該錄音。該錄音僅包含恩恩媽和消防局間的通話，消防局以「家屬非通話當事人」拒絕提供機關間之通聯。林先生指出錄音品質良好，並未錄進其他民眾個資；這和消防局先前的說法相反。
林先生聽取錄音當日，消防局在救災救護指揮中心主任李宇松指示下進行報案模擬演練，事前並未告知局長黃德清及林先生。前消防員張津唯隔日揭露此事，批評此舉有意誤導林先生。消防局當下澄清，模擬是為了使林先生了解作業環境和流程；林先生則表達錯愕，但表示沒有留意到此情形。李宇松隨後以個人名義控告張津唯誹謗，張津唯則控告他瀆職及圖利，該案件新北地檢署後來皆不予起訴。
林先生6月7日收到疾管署補充之機關間通聯紀錄文字說明，但內容簡略，因此請求更詳細之補充資料。此份資料顯示1922從首次通報到轉送案件共花費143分鐘，他對此處置過程表示「無法接受」。指揮官陳時中坦承此確實是緊急狀況，且將檢討1922的職責，使其在緊急情況下亦能通報與調配。
林先生比對譯文和聽取錄音時做的筆記時，發現譯文遺漏「沒有辦法派車，要通知1922」一句，6月13日在律師陪同下至消防局證實。消防局澄清，譯文僅針對受話方與派遣員間之通話，而此話為高級救護技術員所說，以提醒通報衛生單位，並不影響救護車派遣。

### 通聯錄音檔被揭露
6月17日，新聞媒體人周玉蔻獨家取得新北市政府消防局和雙和醫院的通話錄音，並在主持之節目《辣新聞152》上公布。錄音顯示消防局聯絡不上衛生單位。衛生局18日解釋當天滿線，且業務人員當時多仍值班，駁斥「空城」的說法，並指控「有心政論人士製造謠言，企圖抹黑」。
消防局6月20日表明，一名消防局人員已赴新北地檢署自首，坦承4月中下旬外洩恩恩事件的錄音給民進黨新北市議員參選人卓冠廷。卓冠廷否認提供錄音給媒體，聲稱擁有的資料是數名吹哨者6月時提供，並譴責市府「追殺」吹哨者。侯友宜、消防局分別譴責音檔的外流與公開播放，稱「本次事件遭有心人士利用」。周玉蔻聲稱錄音檔的來源另有其人，並透露自己已獲得所有的錄音。消防局對此回應，稱錄音屬於機密，並揚言究責。
《鏡週刊》6月21日取得並刊出消防局、衛生局、中和區衛生所、雙和醫院間11段錄音檔及其譯文，並聲明確認錄音內容真實性，且是基於公共利益而公布。周玉蔻亦在其節目中將錄音播出。這項公布引發輿論嘩然。新北市政府衛生局上午發布六點公開聲明，當中重申該案的執行依照「當時」的中央相關規定，並引用指揮中心第一時間沒有延誤之認定。消防局下午宣稱，「緊急送醫不須經過衛生單位」中央事發後才明確要求。指揮中心醫療應變組副組長羅一鈞則引用2021年6月1日公布之指引反駁，並澄清第一時間之認定僅根據當時所掌握的資訊。

6月22日，新北市市長侯友宜上午公開回應。他表明對林先生追求真相的理解，暗引自己失去子女的經驗，以及錄音檔外洩造成家屬和消防局人員的愧疚。
「整起事件，市長侯友宜要負起全部的責任；所有的責任，都由侯友宜市長來扛起。」
林先生6月27日收到一位醫師提供之內部通訊，為衛生局副局長許朝程4月17日傳給轄內各醫院院長之署名簡訊。當中許副局長說到：「真的擔心病人延誤就醫治療再發生……當院內仍有專責空床時，接到衛生局請求收治病人時，不要拒絕。」他進而認為，恩恩延誤就醫之情形衛生局早已知情。衛生局以三點回應重申公衛人員之「竭盡所能、全力以赴」；許則透過衛生局以兩點澄清，表示他的語意是呼籲避免可能情況的發生。

## 正式調查

### 刑事告訴
遭前消防員張津唯指控製造消防局忙碌現象後，2022年6月8日，消防局救災救護指揮中心主任李宇松以個人名義向新北地檢署控告他誹謗。隔日，新北市政府宣布已將案件相關資料全數送交檢調。6月16日，張津唯反告發衛生局長陳潤秋、消防局長黃德清、李宇松三人廢弛職務釀成災害罪、公務員圖利罪。新北地檢署將相關之數起案件合併調查。
2023年2月24日，新北地檢署偵查終結，對市長侯友宜及其他三名官員過失致死、廢弛職務釀成災害之案件均不起訴。李宇松對張津唯的控告亦不起訴。過失致死的告訴，遭到數家新聞媒體誤報是林先生所為，他表示另有他人告發。林先生3月15日宣布聲請再議。4月19日，新北地檢署駁回再議聲請，全案確定。

### 指揮中心行政調查
2022年6月28日，中央流行疫情指揮中心發函要求新北市政府對此案件提出正式報告。7月4日晚間，新北市府函覆《新北市中和區2歲男童就醫過程》。指揮中心隔日要求市府再補充三項資料：「4月14日首次進線1922前跟衛生局所連繫的情形」、「衛生局所當時人員值班的情形」、「因應緊急狀況119派車須由衛生局確認的相關配套」。市府4日的回函中重申規範皆依照中央的規定，12日的回函中否認「派遣救護車須要衛生局評估同意」的規範。

### 監察院調查報告
民進黨新北市議員何博文和張志豪6月9日赴監察院遞交檢舉函。監察院7月5日約詢當事人林先生。9月7日下午，監察委員趙永清、葉大華、蘇麗瓊和兩位調查官前往新北市消防局履勘。9月21日，監察院啟動約詢對象包括新北市副市長劉和然還有錄音檔中出現的基層公務員，包括新北市政府消防局、衛生局、衛生所及雙和醫院人員，總共近10人。
2022年12月21日，監察院通過調查報告，糾正衛生福利部、新北市政府。糾正案文指出，案發當時衛生福利部對於危急案件之就醫流程管制措施未盡周延明確，1922防疫專線也未能傳遞正確緊急就醫訊息及發揮緊急聯繫處理功能，新北市政府對於危急案件之處理程序，與內政部消防署及該市訂頒之消防應變指引有所未合，又該府所屬消防與衛生機關間未建立有效聯繫機制，危急案件一再重複詢問個資，行政效能不彰，且未依政府資訊公開法意旨妥處家屬申請提供機關間橫向聯繫錄音檔，有傷政府威信。

## 林先生後續行動

### 國家賠償
對於指揮中心的介入，林先生表示欣慰，但對市府的誠意表示懷疑。2022年7月1日，林先生表達有意向新北市政府提出國家賠償，求償象徵性金額新台幣1元，並表明市府迴避的態度為其採取法律途徑的原因。8月16日，他透過律師分別向新北市府、消防局、衛生局提出申請。新北市政府法制局9月6日發布新聞稿表示，國家賠償事件處理委員會認定三機關皆無怠忽職守，因此國家賠償責任不成立。11月4日，林先生在新北地方法院提起國家賠償訴訟。2023年7月21日，新北地方法院板橋簡易庭判決林先生敗訴，新北市府等3單位不須賠償。他提出上訴，11月11日法院駁回其上訴，全案確定。

### 追思會
2023年4月14日，林先生在新板萬坪都會公園溜冰場舉行追思會。他在場合上將恩恩的逝世歸咎於新北市政府「獨創的害命SOP」，批評市府官員從未道歉，以及地檢署、監察院和政府機關私相授受，並誓言繼續追求真相。場合有一百多人參與，出席者亦包括數位民進黨籍新北市議員，以及立法委員鄭運鵬、賴品妤、林靜儀、王婉諭。

## 各界反應

### 政治人物
6月5日，行政院院長蘇貞昌在公開行程上被採訪時提及此事，且建議新北市政府從速給予資料。
民進黨市議員參選人卓冠廷6月9日指接獲多名吹哨者提供資料，稱新北市政府已準備有完整的案件處置紀錄，當中包括詳細的電話通聯紀錄，但不願意公開或提供林先生。衛生局強烈批評其公布分機電話的行為，形容他「為了製造話題，營造個人聲量」，指出接線生因此遭到大量的進線打擾。市府表明已將「所有資料」送交司法單位調查，包括恩恩媽報案、119勤務中心回覆、消防局與衛生局通聯等錄音檔案與譯文，用以「捍衛消防人員尊嚴」。
新北市議員戴瑋姍6月10日將延誤就醫歸因於新北市的送醫內部處理流程，15日將此規定形容為「獨步全台」。新北市府否認自創流程，稱流程皆依照中央制定之指引。
6月11日，新北市議員張志豪指侯市府於前晚以公文回覆宣稱衛生局與中和衞生所無錄音設備。
中國國民黨立法院黨團6月9日召開記者會，質疑1922專線的責任，並指控「民進黨政府和其側翼發動網軍攻擊新北市政府，企圖將責任甩鍋給地方政府」。12日表示，將針對1922重大疏失，於新會期成立調閱小組。
民進黨新北市議會黨團動員要求變更議程，要求市長侯友宜赴議會專案報告，並另提案成立專案小組調查。6月14日下午，兩案均被否決。
《鏡週刊》公布錄音檔後，侯友宜與其市府受到民進黨政治人物激烈地批評和質疑。民主進步黨立法院黨團痛批侯友宜是「封急救、封揭弊、封真相」的「吃案探長」。6月24日，立法委員林楚茵錯誤地指控新北市府第一時間提供指揮中心的送醫時序造假；指揮中心28日澄清起因於提供之表格製作時資料誤植。
時代力量立委王婉諭強烈地斥責：「不必要的疊床架屋和感控政策帶走一條無辜的生命。……從頭到尾，侯市長根本就知道錄音檔的內容對他不利，因此百般推託、不願公開，甚至還為此打壓吹哨者，企圖以拖待變。……侯友宜，說了那麼多謊，終究紙包不住火，事到如今就不要再搞公關操作、追殺吹哨者，也不要再神隱在基層單位背後了！侯友宜市長明目張膽說謊，你的良心都不會痛嗎！」
台灣議題研究中心調查6月19到22日民進黨、國民黨政治人物和兩黨支持者關於侯友宜之聲量，顯示兩黨的活躍度懸殊，民進黨更為活躍，且民進黨的抨擊創造之互動數壓倒性地多過國民黨的聲援。中天新聞數據中心的調查，指出此事件的網路聲量主要來自民進黨籍新北市議員參選人，其中現任議員戴瑋姍抨擊的最為激烈，卓冠廷其次；國民黨籍參選人僅有陳偉杰和呂家愷零散地貼文。
7月17日，民進黨新北市長參選人林佳龍在2022地方選舉競選活動上主張，若當選上任後「第一件想做的事情就是公佈恩恩事件新北市府所有的資料」。競選連任的侯友宜暗指此言為「抹黑」。基進黨高雄市議員參選人張博洋批評林「腦袋不知道裝什麼」，但在招致網路輿論撻伐後，澄清其言論並致歉。林佳龍之後對此回應：「追求真相，不是為了批鬥，而是為了不再犯同樣的錯。」

### 輿論
此事件的討論度，根據源大數據的調查，開始於林先生要求真相，截至6月底，最高點坐落在《鏡週刊》公布錄音。新北市市長侯友宜的網路聲量亦因此事件大增。根據網路溫度計調查，截至6月底，最高點亦坐落在錄音的公布，次高點為宣布恩恩的死訊。

### 侯友宜選情
由於市長侯友宜當時將在地方選舉中尋求連任，此事件對新北市市長選舉的影響也受到討論。2022年7月，泛藍的《中國時報》先後引用Yahoo!新聞及ETtoday新聞雲的民調，皆顯示侯友宜仍有過半的看好度。聯合報系民意調查中心執行之民意調查亦顯示侯友宜的支持度及看好度仍過半。
侯友宜在當年的選舉，最終以62.42%之得票率，擊敗林佳龍的37.58%而連任。

## 外部連結
- 【恩恩送醫爭議｜新聞專題】 （页面存档备份，存于） 中央通訊社
- YouTube上的【恩恩案音檔完整公開】 ，鏡週刊，2022年6月21日
- 錄音檔完整譯文 （页面存档备份，存于），鏡週刊，2022年6月21日